# Wpływ aborcji na zdrowie psychiczne
Naukowe i medyczne organy eksperckie wielokrotnie stwierdzały, że aborcja nie stanowi większego zagrożenia dla zdrowia psychicznego niż niechciana ciąża donoszona do terminu. Mimo to wpływ aborcji na zdrowie psychiczne pozostaje przedmiotem kontrowersji politycznych.
W 2008 r. Amerykańskie Towarzystwo Psychologiczne stwierdziło, po dokonaniu przeglądu dostępnych dowodów, że wywołanie aborcji nie zwiększa ryzyka wystąpienia problemów ze zdrowiem psychicznym. W 2011 r. brytyjskie National Collaborating Centre for Mental Health podobnie stwierdziło, że przeprowadzenie po raz pierwszy aborcji w pierwszym trymestrze nie zwiększa ryzyka wystąpienia problemów ze zdrowiem psychicznym w porównaniu z zajściem w ciążę. Z kolei w 2018 r. National Academies of Sciences, Engineering, and Medicine stwierdziło, że aborcja nie prowadzi do epizodu depresyjnego, lęku ani zespołu stresu pourazowego.
Istnieją badania, które pokazują, że przynajmniej niektóre kobiety wykazują istotne problemy ze zdrowiem psychicznym, które zostały spowodowane lub nasilone przez ich aborcję. Dotyczy to przede wszystkim kobiet, które miały już wcześniej problemy ze zdrowiem psychicznym. Jednakże systematyczny przegląd literatury medycznej dotyczącej aborcji i zdrowia psychicznego z 2008 roku wykazał, że wysokiej jakości badania konsekwentnie wykazywały niewiele lub nie wykazywały żadnych konsekwencji dla zdrowia psychicznego wynikających z aborcji, podczas gdy badania niskiej jakości wykazywały większe prawdopodobieństwo pojawienia się negatywnych konsekwencji.

## Badania naukowe
Liczne przeglądy piśmiennictwa naukowego wykazały, że w poprawnie wykonanych badaniach nie było zależności pomiędzy dokonaniem aborcji a zdrowiem psychicznym po wielu latach od aborcji; równocześnie badania o złej jakości metodologicznej często postulowały taką zależność.
Opublikowany w 2008 roku w Contraception 20-letni przegląd piśmiennictwa pokazał zależność wyników dotyczących zdrowia psychicznego kobiet z aborcją w wywiadzie w zależności od jakości metodologicznej badania (adekwatna grupa kontrolna, metody pomiaru zdrowia psychicznego, kontrola zdrowia psychicznego przed aborcją, kontrola czynników zakłócających, wyczerpujące zbadanie rozpatrywanego problemu). W badaniach o najwyższej jakości metodologicznej nie wykazano zależności pomiędzy dokonaniem aborcji a zdrowiem psychicznym w zakresie obecności zaburzeń psychicznych, objawów lękowych, samooceny po wielu latach od aborcji. Gorsze wyniki grupa kobiet z aborcją w wywiadzie w porównaniu do kobiet, które urodziły, uzyskała w badaniach o gorszych, ale wciąż porządnych pod względem metodologicznym. Równocześnie część badań o złej bądź bardzo złej jakości metodologicznej często postulowała taką zależność.
W metaanalizie z 2008 roku Amerykańskie Towarzystwo Psychologiczne przedstawiło wniosek, że wśród dorosłych kobiet, które zaszły w nieplanowaną ciążę, względne ryzyko problemów psychicznych nie jest większe, jeśli zdecydują się one na wczesną aborcję, niż jeśli donoszą ciążę, zaś pozytywna korelacja pomiędzy wielokrotnymi aborcjami a problemami psychicznymi wynika zdaniem APA z gorszej pozycji społecznej.
W jednym z badań stwierdzono, że depresja występuje częściej w przypadku niechcianych ciąż, bez względu na poddanie się aborcji.
Część badań uznających negatywny wpływ zabiegu aborcji na zdrowie psychiczne, uznawane jest za nierzetelne.
W jednym z badań stwierdzono, że depresja występuje częściej w przypadku niechcianych ciąż, bez względu na poddanie się aborcji. Naukowcy z Oregon State University wykazali brak związku pomiędzy przerwaniem ciąży u nastolatek a depresją lub niską samooceną.
Większość kobiet dokonujących aborcji nie odczuwa żalu po jej dokonaniu, badania w USA nie wykazały również, by kobiety odczuwały negatywne emocje. W pięć lat po dokonaniu zabiegu 99% kobiet uważało, że podjęły właściwą decyzje . Najczęstszą emocją, którą odczuwały badane na myśl o aborcji było poczucie ulgi  . Badane, które odczuwały społeczną stygmatyzację aborcji odczuwały większy poziom smutku tydzień po dokonaniu aborcji, niż te, które nie doświadczały stygmatyzacji .
W metaanalizie z 2013 roku stwierdzono, że aborcja nie zmniejsza ryzyka zaburzeń psychicznych. Odnotowano istotną statystycznie zależność między aborcją a nadużywaniem alkoholu, nadużywaniem leków oraz zachowaniami suicydalnymi.
W metaanalizie z 2013 roku badającej, czy aborcja zmniejsza ryzyka zaburzeń psychicznych wynikających z niechcianej ciąży. Nie znaleziono dowodów na to, że aborcja zmniejsza ryzyka zaburzeń psychicznych. Ponadto autorzy badania stwierdzili, że istnieją sugestywne, ale nie do końca spójne dowody na niewielkie podwyższenie niektórych wskaźników problemów zdrowia psychicznego u kobiet, które poddały się aborcji w porównaniu do kobiet z niechcianą lub niezamierzoną ciążą. 
W 2008 roku Priscilla Coleman stwierdziła, że zgodnie z jej największą ówcześnie metaanalizą aborcja powoduje problemy psychiczne. To badanie zostało jednak uznane za nierzetelne ze względu na konflikt interesów i błędy metodologiczne, które sprawiają, że nie może być ono uznawane formalnie za przegląd systematyczny badań na ten temat. 
Przegląd badań z lat 1995-2009 zamieszczony w roku 2011 w The British Journal of Psychiatry zawiera konkluzje stwierdzające istotną korelację między poddaniem się aborcji oraz zwiększonym ryzykiem wystąpienia problemów psychicznych, z których pewną część można w wyraźny sposób określić jako wynik aborcji.
W 1994 brytyjski Royal College of Psychiatrics opublikował raport stwierdzający, że zagrożenie dla zdrowia psychicznego w wyniku aborcji w pierwszym trymestrze jest znacznie mniejsze niż to wynikające z kontynuacji ciąży w przypadku, gdy w ewidentny sposób może powodować ona u kobiety zaburzenia psychiczne. Stanowisko to zostało w 2008 zrewidowane i kolegium przyznało, że według obecnego stanu wiedzy wyniki badań są w tym względzie niespójne – część z nich wskazuje na istnienie negatywnych skutków psychicznych aborcji, część wskazuje, że brak jest dowodów na takie skutki. W związku z tym kolegium wyraziło opinię, że lekarze, do których zgłaszają się kobiety proszące o aborcję, powinni każdorazowo przeprowadzać wywiad w celu racjonalnej oceny, czy większe ryzyko zaburzeń psychicznych wystąpi w wyniku kontynuowania ciąży, czy też w wyniku jej przerwania. Zaleciło także rzetelne informowanie pacjentek o wszystkich możliwych zagrożeniach m.in. w ulotkach edukacyjnych oraz dalsze badania w tym zakresie.
Z 30-letniego badania kohortowego na grupie 500 kobiet wynika, że kobiety, które dokonały aborcji częściej mają problemy ze zdrowiem psychicznym (wzrost ryzyka względnego o 30%). Badanie było jednak oparte na niereprezentatywnej próbie i nie brało pod uwagę, czy ciąża była pożądana.
Badania naukowców z Nowej Zelandii wskazują na 30% zwiększenie częstości zaburzeń psychicznych u kobiet, które poddały się aborcji.
Według badań prowadzonych w Finlandii na podstawie analizy przypadków samobójstwa związanych z ciążą z lat 1987-94 stwierdzono, że odsetek samobójstw kobiet po zabiegu aborcji był dwukrotnie wyższy (34,7 na 100 000) od odsetka samobójstw po samoczynnym poronieniu (18,1 na 100 000) i sześciokrotnie wyższy od samobójstw po udanym porodzie (5,9 na 100 000). Badania uznawane są jednak za metodologicznie wadliwe, ponieważ nie sprawdzały, czy kobiety pragnęły ciąży i czy chorowały na choroby psychiczne przed dokonaniem zabiegu.

## Syndrom poaborcyjny
Syndrom poaborcyjny to pojęcie używane przez ruch antyaborcyjny odnoszące się do rzekomych objawów psychiatrycznych mających występować u kobiet, które poddały się zabiegowi aborcji. Większość badań naukowych nie potwierdza istnienia syndromu. Profesor Kimberly Kelly w konkluzji swojej pracy na temat syndromu poaborcyjnego napisała, że w tym przypadku, w debatach stereotypy na temat płci i socjologiczne tezy przeważały nad dowodami naukowymi, które zaprzeczają istnieniu syndromu poaborcyjnego. 
Syndrom poaborcyjny nie jest ujęty w DSM-IV-TR, ani na liście zaburzeń psychiatrycznych w ICD-10. Środowiska medyczne oraz aktywiści pro-choice twierdzą, że dążenie do popularyzacji pojęcia „syndromu poaborcyjnego” jest taktyką stosowaną przez aktywistów antyaborcyjnych ze względów politycznych. 
Jedną z debat na temat syndromu poaborcyjnego sprowokowała niemiecka pisarka pierwotnie związana z ruchami lewicowymi, Karin Struck, która w 1992 roku opublikowała książkę, opisującą negatywne skutki psychiczne po aborcji, której dokonała w 1975 roku. W Wielkiej Brytanii dyskusja na temat negatywnych skutków psychicznych aborcji powróciła w 2007 po samobójstwie malarki Emmy Beck. Amerykańska feministka Rebecca Walker, wspominając w wywiadzie aborcję dokonaną w wieku 14 lat, stwierdziła, że jej skutki odczuwała przez dekady, konkludując: Mowa feministek, że aborcja nie powoduje żadnych konsekwencji, jest po prostu błędna.